# Judson Allen
Judson Allen (* 6. April 1797 in Plymouth, Connecticut; † 6. August 1880 in St. Louis, Missouri) war ein US-amerikanischer Geschäftsmann, Jurist und Politiker (Demokratische Partei).

## Werdegang
Judson Allen besuchte öffentliche Schulen in Connecticut und handelte danach dort mit Holz. Später zog er nach Harpursville (früher Harpersville) in Broome County, New York. Dort wurde er am 19. März 1830 zum Postmeister ernannt, eine Stellung, die er bis zum 20. November 1839 innehatte. In dieser Zeit war er acht Jahre lang Richter am Broome County Court sowie zwischen 1836 und 1837 Mitglied der New York State Assembly. Allen vertrat dann den 20. Wahlbezirk von New York im 26. US-Kongress, wo er zwischen dem 4. März 1839 und dem 3. März 1841 tätig war. Er entschied sich 1840 gegen eine erneute Kandidatur und zog nach dem Ende seiner Amtszeit im US-Repräsentantenhaus nach St. Louis, Missouri. Allen beschäftigte sich dort mit dem Anbau von landwirtschaftlichen Erzeugnissen und handelte mit Holz, Marmor und Lebensmitteln. Er starb am 6. August 1880 und wurde auf dem Bellefontaine Cemetery beigesetzt.